# Коза (зодіак)

Рік кози

Коза (羊) — є восьмим з 12-річного циклу тварин, ознакою земних гілок (未), які з'являються в китайському зодіаці пов'язаний з китайським календарем. Він характеризується як інь, асоціюється з елементом «земля», символізує щирість, великодушність, сором'язливість, миролюбність, доброту і м'якість, але, з іншого боку, нерішучість, безхарактерність і примхливість.
Час доби під управлінням Кози: 13.00-15.00.
Відповідний знак Зодіаку: Рак

## Роки і п'ять елементів
Люди, що народилися в ці діапазони цих дат відносяться до категорії народилися в «рік кози»:
- 13 лютого 1907 — 1 лютого 1908, рік Вогненної Кози.
- 1 лютого 1919 — 19 лютого 1920, рік Земляної Кози.
- 17 лютого 1931 — 5 лютого 1932, рік Металевої Кози.
- 5 лютого 1943 — 24 січня 1944, рік Водяної Кози.
- 24 січня 1955 — 11 лютого 1956, рік Дерев'яної Кози.
- 9 лютого 1967 — 29 січня 1968, рік Вогненної Кози.
- 28 січня 1979 — 15 лютого 1980, рік Земляної Кози.
- 15 лютого 1991 — 3 лютого 1992, рік Металевої Кози.
- 1 лютого 2003 — 21 січня 2004, рік Водяної Кози.
- 19 лютого 2015 — 7 лютого 2016, рік Дерев'яної Кози.
- 6 лютого 2027 — 25 січня 2028, рік Вогненної Кози.
- 24 січня 2039 — 11 лютого 2040, рік Земляної Кози.